# Appendicula pseudofractiflexa
Appendicula pseudofractiflexa är en orkidéart som beskrevs av Jeffrey James Wood. Appendicula pseudofractiflexa ingår i släktet Appendicula och familjen orkidéer. Inga underarter finns listade i Catalogue of Life.